# Janne Möller
Jan Börje Möller (kallad för och känd som Janne Möller), född 17 september 1953 i Möllevångens församling i Malmö, är en svensk före detta fotbollsmålvakt som numera är målvaktstränare. Han är en målvaktslegendar i Malmö FF, som var med under de framgångsrika åren på 1970- och 1980-talen. 

## Biografi

### Debut i Allsvenskan
Jan Möller växte upp på Möllevången och började spela handboll och fotboll i Malmö FF. Den 1,94 långe Möller var en stor talang i handboll men valde fotbollen då han fick chansen i Allsvenskan och höll nollan mot Örgryte 29 oktober 1972. 1974 blev han svensk mästare för första gången. 1975 stod han för en strålande insats när Malmö mötte FC Magdeburg i Europacupen. Möller räddade fyra av fem straffar i straffläggningen och Malmö gick vidare till andra omgången.

### Debut i landslaget
1978 togs han ut som reservmålvakt i VM-truppen, och debuterade i svenska landslaget först året därpå. Förbundskaptenen Åby Ericson tog ut Möller till landskampen i Tbilisi mot Sovjetunionen den 19 april 1979. Sverige förlorade med 2-0.

### Europacupfinal
Möller storspelade för Malmö i Europacupen 1978/79, bl.a. med att hålla nollan mot lag, som AS Monaco, Dynamo Kiev och Austria Wien.
Han hjälpte Malmö FF att nå Europacupfinalen 1979. För denna prestation tilldelades laget Svenska Dagbladets guldmedalj 1979 och Jan Möller och de andra lagkamraterna tilldelades miniatyrkopior av medaljen. Möllers stora del i Europacupframgången gav honom Guldbollen 1979. 

### Proffs i England
Möller blev därefter proffs i engelska Bristol City vintern 1980. Malmö FF tjänade 800 000 kronor på försäljningen av Möller som blev Sveriges förste proffsmålvakt i England. Tränaren Bob Houghton hade tagit över Bristol City i andra divisionen, och ville ha Möller. Efter två säsonger i England följde Möller med tränaren Houghton, som fått sparken, till Toronto Blizzard och spelade där en säsong på konstgräs. 1984 kom Möller tillbaka till Malmö FF igen. 

### Återkomst i Malmö FF
MFF vann svenska cupen med Möller i laget 1984. Man besegrade Landskrona Bois i finalen med 1-0. Roy Hodgson blev ny huvudtränare i Malmö FF och Janne Möller bidrog starkt till att det blev ett serieguld under året. MFF vann Allsvenskan två poäng före Kalmar FF. I slutspelet blev man utslagna av IFK Göteborg i semifinalen. Möller blev sedan svensk mästare igen med Malmö FF 1986.

### Slutet av karriären
Möller stod i sin sista landskamp 31 mars 1988 mot Västtyskland i en fyrnationsturnering i Berlin. Matchen slutade 1–1, och Sverige vann sedan efter straffsparkar, då Möller räddade Rudi Völlers straff. Möller spelade totalt 17 A-landskamper.
Möller krönte sin långa fotbollskarriär i Malmö FF med ännu ett SM-guld 1988. Först vann MFF Allsvenskan och sedan spelade laget 0–0 borta mot Djurgården i finalen. Hemma på Malmö Stadion blev det ett målfyrverkeri. MFF vann med 7–3 och det blev Möllers sista match i MFF-tröjan.
Han spelade sedan två säsonger i Helsingborgs IF, och blev utsedd till årets HIF:are 1989. Han skulle därefter avsluta karriären och fortsätta som målvaktstränare, men istället gjorde han allsvensk comeback 1992 i Trelleborgs FF som utlånad från Helsingborg. Med Möller i målet slutade Trelleborg på en tredje plats i Allsvenskan. Möller fortsatte sedan som målvaktstränare, men spelade ytterligare tre matcher med Helsingborg i Söderettan, innan den aktiva målvaktskarriären var helt avslutad.